# Vicente Richart
Vicente Ramón Richart y Pérez (Biar, 1774-Madrid, 1816) fue un abogado de los Reales Consejos español, ejecutado por conspirar contra Fernando VII.

## Biografía
Originario de la localidad alicantina de Biar, sirvió como contador de una brigada del ejército durante la Guerra de Independencia. Tras el fin de esta, planeó la conocida como Conspiración del Triángulo, un plan para asesinar al monarca Fernando VII, durante el periodo conocido como Sexenio Absolutista. Una vez desvelado su plan, fue detenido, siendo ahorcado en Madrid el 6 de mayo de 1816, en la plaza de la Cebada. Tras su muerte su cadáver fue descuartizado.